# سيف السلطان تيبو (مسلسل)
سيف السلطان تيبو هو دراما تاريخية هندية بُثت لأول مرة على قناة دي دي ناشنال في شباط 1990 م. استنادًا إلى رواية كتبها بهاجوان جيدواني، فإن هذا المسلسل هو تصوير خيالي لحياة وأوقات السلطان تيبو، حاكم ميسور في القرن الثامن عشر. حظي المسلسل بإشادة واسعة النطاق بسبب طاقم الممثلين وعظمته.

## الإنتاج
أُنتجَت الدراما التلفزيونية من شركة نوميرو أونو إنترناشونال المملوكة لمخرج الأفلام والمنتج سانجاي خان. أخرج أكبر خان، شقيق سنجاي خان، أول 20 حلقة على مدى 18 شهرًا. أخرج الحلقات المتبقية سانجاي خان، كما لعب أيضًا الدور الرئيس في شخصية السلطان تيبو. صُور ما مجموعه 52 حلقة، بعضها في استوديوهات بريمير في ميسور، في كارناتاكا. في حين أن الموسيقى ألفها الفنان الشهير نوشاد [الإنجليزية] وصوّرها بشير علي.
المسلسل مبني على رواية تحمل نفس الاسم، كتبها المؤلف المقيم في مونتريال بهاجوان إس جدواني. كانت الرواية من أكثر الكتب مبيعًا، حيث بِيعت منها نحو 200 ألف نسخة، وتُرجمت إلى العديد من اللغات، وأُعيد طبعها في 44 طبعة. كتب جدواني أيضًا السيناريو والنص للحلقات الستين. صُورَت الحلقات القليلة الأخيرة بعد حادث الحريق، بعد بضع سنوات.

## البث
بُثَّت الدراما لأول مرة باللغة الهندية على قناة دوردارشان في شباط 1990. دُبلج إلى اللغة التيلجوية وبُث على قناة إي تي في [الإنجليزية] في عام 1996. وفي عام 2001، بُث أيضًا على قناة ستار بلس. دُبلجَت الحلقات إلى اللغة البنغالية وبُث على قناة بي تي في في أوائل التسعينيات ثم إلى اللغة التاميلية حيث بُث على قناة دي دي بوغلاي [الإنجليزية] في عام 2006. وفي بث قناة بي تي في، حُذفَت أجزاء من الحوار. أما خارج شبه القارة الهندية، فعُرض المسلسل على القناة الرابعة في المملكة المتحدة خلال أوائل التسعينيات. ومن بين الدول الأخرى إيران وإندونيسيا وموريشيوس. أُصدرَت حزمة أصلية مكونة من 12 قرص مضغوط (DVD) في وقت لاحق.

لقطة من فيلم سيف تيبو سلطان مع سنجاي خان في دور السلطان تيبو (يمين) مع كانوالجيت سينغ

## حادث حريق
وقع حادث حريق كبير في 8 فبراير 1989 في استوديوهات بريميير في ميسور أثناء تصوير مسرحية. وقد نُسبت الأسباب الرئيسة إلى عدم توفر معدات مكافحة الحرائق وعدم الالتزام بمعايير السلامة من الحرائق. كما ساهمت الأسلاك الكهربائية المفكوكة وغياب أجهزة التهوية في انتشار الحريق. بدلًا من استخدام مواد مقاومة للنار، كانت الجدران مغطاة بأكياس الجوني، وارتفعت درجة الحرارة إلى حوالي 120 درجة مئوية بسبب الأضواء القوية المستخدمة أثناء التصوير. كل هذه العوامل أدت إلى اندلاع الحريق الهائل الذي أسفر عن وفاة 62 شخصًا. كما تعرض سانجاي خان لإصابات حروق بالغة واضطر للبقاء في المستشفى لمدة 13 شهرًا وخضع لـ72 عملية جراحية. وقد تم دفع مبلغ تعويضي قدره 5000 روبية للضحايا.

## الجوائز
حصل سانجاي خان على جائزة جوهرة الهند عن عمله في هذه الدراما.

## روابط خارجية
- The Sword of Tipu Sultan  في قاعدة بيانات الأفلام على الإنترنت (بالإنجليزية)
- The Sword of Tipu Sultan - Volume 1
- The Sword of Tipu Sultan - Volume 2